# Маркo Грк
Маркo Грк (лат. Marcus Graecus) био је византијски војни писац неутврђенног идентитета. Живео је и писао у Византији, вероватно, у 7. или 8. веку. Заслужан је за први опис припреме барута у Европи.

## Дела
Оригинални рукописи на грчком језику нису сачувани; познати су само неки преводи на латински из 10, 11. и 12. века. Како су преводи, по свему судећи, временом допуњавани - неки историчари тврде да је Књига о спаљивању непријатеља ватром (лат. Liber ignium ad comburendos hostes), које се приписује Марку Грку, у ствари дело више аутора, из чега извлаче закључак да Марко није ни постојао. Овај спис, који је Жан Ефер (фр. Jean Chrétien-Ferdinand Hoefer) штампао у првој свесци Историје хемије (фр. Histoire da la chimie) у Паризу, 1842-1843, веома је значајан за историју ватреног оружја, јер садржи упутства за израду већ од раније познате грчке ватре, и нове ватрене смеше летећа ватра лат. ignis volans - у ствари барута.